# Vítězslav Schrek
Vítězslav Schrek (ur. 17 stycznia 1970 w Znojmie) – czeski samorządowiec, od 2020 roku hetman kraju Wysoczyzny. 

## Życiorys
Dzieciństwo spędził w Jindřichovie Hradcu, a od 10 roku życia mieszkał w Igławie. Ukończył pedagogikę na Uniwersytecie Karola w Pradze. Pracował w rodzinnej firmie, a następnie był kierownikiem projektu w Regionalnej Organizacji Charytatywnej w Igławie. W 2014 roku został dyrektorem Domu dla Osób Starszych w Velké Meziříčí.

### Działalność polityczna
W wyborach lokalnych w 2002 roku bezskutecznie kandydował z list Partii Zielonych do rady miasta Igławy. W 2004 roku dołączył do Obywatelskiej Partii Demokratycznej. W wyborach w 2006 roku z ramienia ODS został wybrany radnym Igławy. W wyborach lokalnych w 2010 i 2014 roku uzyskał reelekcję jako radny miasta. Był przewodniczącym Komisji ds. Kultury. W wyborach w 2018 roku ponownie wybrano go radnym miasta.
W wyborach regionalnych w 2020 roku, będąc liderem wspólnej listy ODS oraz STAN, został wybrany radnym kraju Wysoczyna. 18 listopada tego samego roku wybrano go hetmanem kraju. W wyborach lokalnych w 2020 roku uzyskał reelekcję jako radny Igławy.